# Buzogánytorony (Budai vár)
Koordináták: é. sz. 47° 29′ 39″, k. h. 19° 02′ 25″47.494167°N 19.040278°E

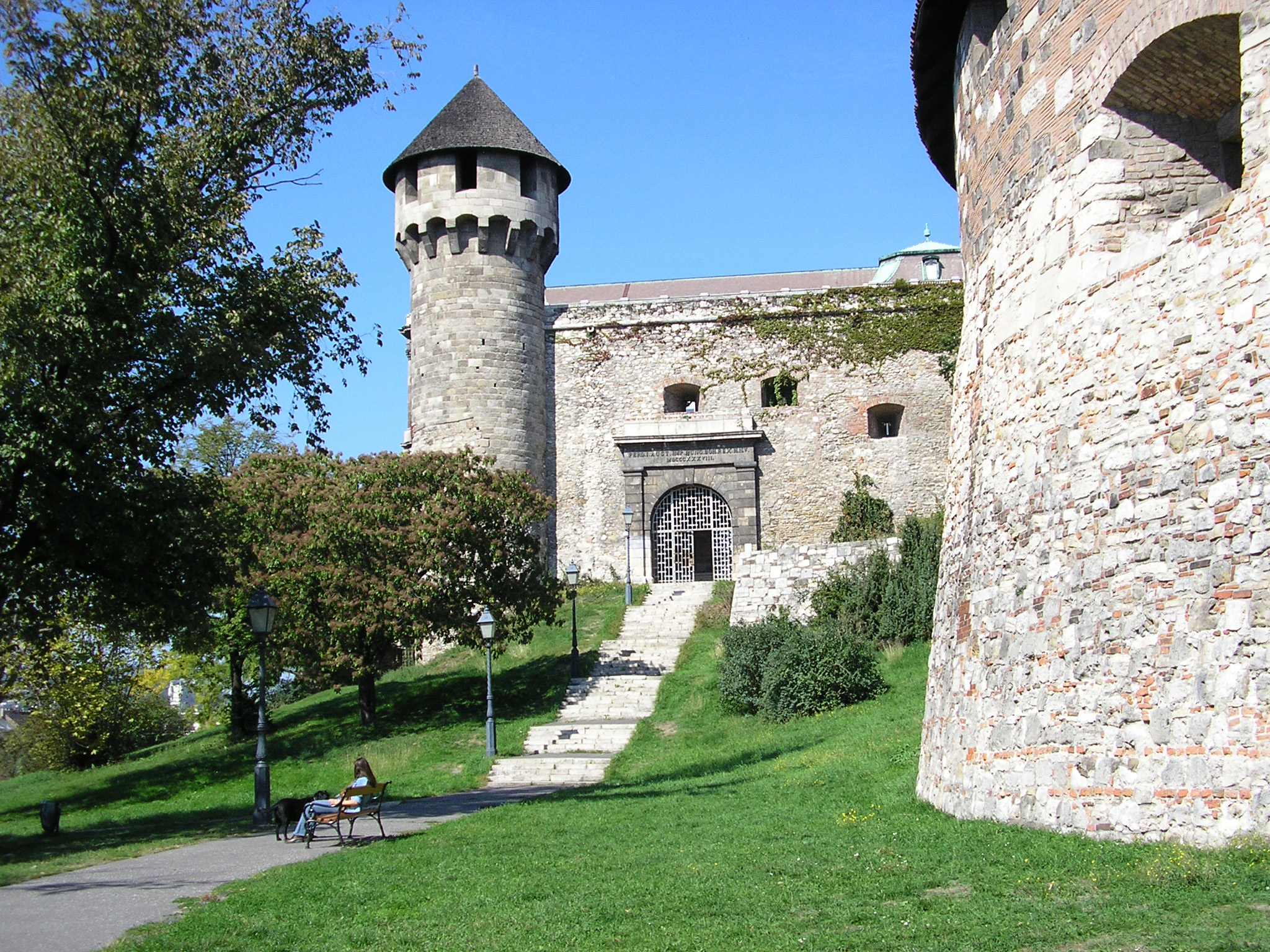
A budai vár buzogánytornya, jobboldalt a rondella falával

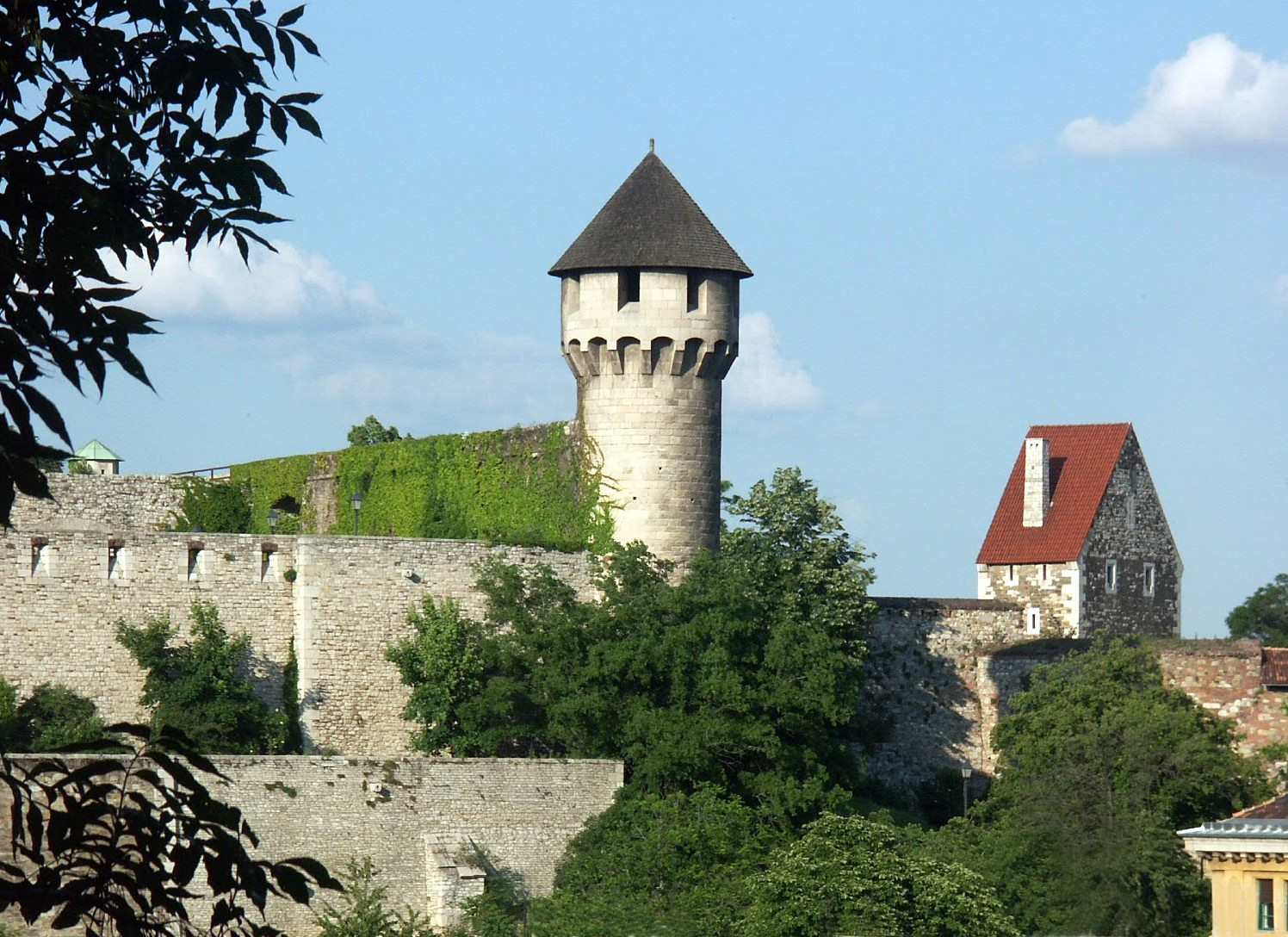
A palotát körülvevő erődrendszer

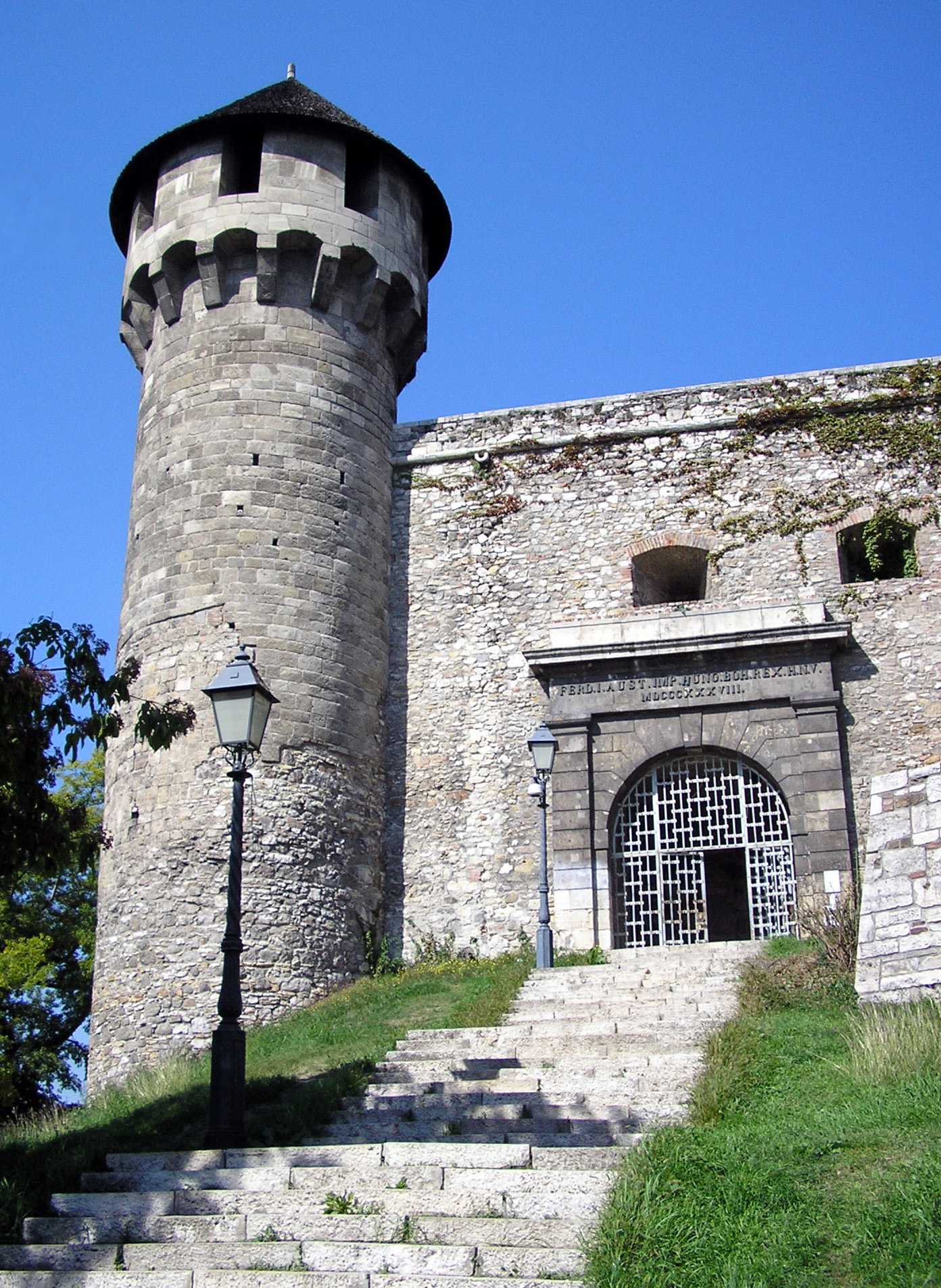
A buzogánytorony a Ferdinánd-kapuval

A buzogánytorony a mai budai vár déli végének egyik jellegzetes építménye. A vár déli zárófala sarkán, a Tabánból a palota felé vezető Ferdinánd-kapu mellett áll. Henger alakú vékony, teljesen függőleges falát kváderkövekből építették, a „buzogány” fejrészében lőrésekkel ellátott és fazsindely tetővel fedett kis teraszt képeztek ki. A torony teste középkori eredetű, a felső rész azonban teljes egészében a 20. század közepén készült. A torony a szomszédos nagy rondellával együtt a budai városkép messziről látszó, meghatározó része.

## Történeti áttekintés
A második világháborúig a torony alacsonyabb és szélesebb volt, alján a talprész kiszélesedett, tetejét a várfal magasságában szecessziós stílusú mellvéd díszítette. Budapest ostroma idején a Várnegyednek ez a része is súlyos károkat szenvedett. A régészeti feltárás és a helyreállítás során a várfalról lefejtették a későbbi, amúgy is sérült ráépítéseket, mert a középkori részek kiszabadítását és restaurálását részesítették előnyben. Bontáskor a torony belsejében fedezték fel a vékonyabb középkori, viszonylag jó állapotban fennmaradt toronymagot, melynek teteje azonban hiányzott.
Az eredeti torony feltehetően Zsigmond (1387–1437) magyar király, később német-római császár uralkodásakor keletkezhetett. Valószínű, hogy az ágyúk széles körű elterjedése idején vastag kőburkolattal látták el, hogy megerősítsék. Barokk kori metszeteken a torony igen széles talpú, kúp formájú építményként látható. A 19-20. század fordulóján, a palota teljes átépítésekor a torony régi burkolatát elbonthatták, helyette új, klinkertégla borítású köpennyel építették körül.
Az 1944–45-ös ostrom a toronytestet – a fényképek tanúsága szerint – viszonylag megkímélte, külső köpenyét azonban 1951-ben a középkori mag kiszabadítása érdekében eltávolították. A helyreállításkor ezt az eredeti, középkori toronyrészt kijavították, falát konzerválták, tetejét pedig csonkán akarták meghagyni. A szomszédos rondellát és a várfalat középkori formájában állították helyre, így végül a toronytetőt is a régi középkori várakat idéző „buzogány” fejjel egészítették ki.

## A Ferdinánd-kapu
A torony melletti klasszicista stílusú kapu jóval később, 1838-ban keletkezett, ezt a kapu fölé vésett felirat évszáma is megerősíti: FERD. I. AUST. IMP. HUNG. BOH. REX H. N. V. MDCCCXXXVIII. A kapun át a 19. században kocsifeljáró vezetett a várpalota udvarába, a század végén azonban ezt megszüntették, a kaput pedig befalazták. Az 1950–60-as években a kaput újra megnyitották, a tabáni Szarvas térről ezen át lehet felsétálni a budai várba.